# 朗兹县 (亚拉巴马州)
朗兹县（英語：Lowndes County）是位于美国亚拉巴马州中南部的一个县，县治海恩维尔。根据美国人口调查局2000年统计，共有人口13,472，其中非裔美国人占73.37%、白人占25.86%。